# 埃斯佩兰蒂纳
埃斯佩兰蒂纳（葡萄牙語：Esperantina）是巴西皮奥伊州的一个市镇。总面积911.213平方公里，总人口36222人，人口密度39.8人/平方公里。